# Сармашево
Сармашево (баш. Сармаш) — деревня в Бураевском районе Республики Башкортостан Российской Федерации. Входит в состав Вострецовского сельсовета. 

## География

### Географическое положение
Расстояние до:
- районного центра (Бураево): 48 км,
- центра сельсовета (Вострецово): 21 км,
- ближайшей ж/д станции (Янаул): 103 км.

## Население
| 2002 | 2009 | 2010 |
| ---- | ---- | ---- |
| 43   | ↘17  | ↘11  |

Согласно переписи 2002 года, преобладающая национальность — башкиры (84 %).